# Lee P. Brown

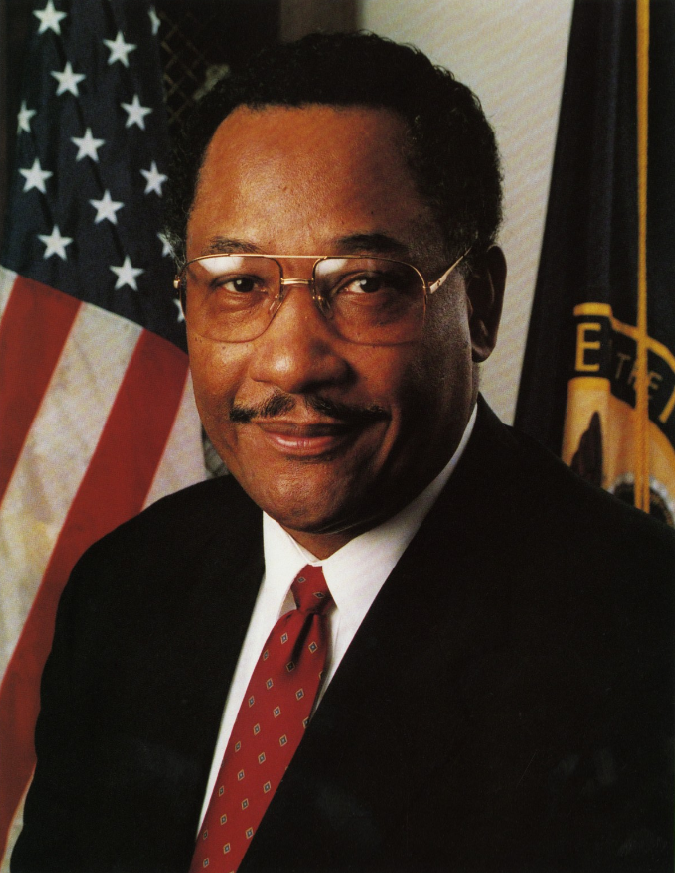
Lee Brown (1996)

Lee Patrick Brown (* 4. Oktober 1937 in Wewoka, Oklahoma) ist ein US-amerikanischer Politiker (Demokratische Partei). Von 1982 bis 1990 war Brown Polizeichef von Houston, Texas, und anschließend bis 1993 Police Commissioner (Leiter) des New York City Police Department. Vom 2. Januar 1998 bis zum 2. Januar 2004 war Lee Brown Bürgermeister von Houston.

## Leben
Lee Brown wurde in der Kleinstadt Wewoka im Seminole County im Bundesstaat Oklahoma geboren. Kurz nach seiner Geburt zog er während Second Great Migration mit seinen Eltern und sechs Brüdern nach Kalifornien. Brown erhielt ein Football-Stiendium für die Fresno State University, wo er Kriminologie studierte und 1960 seinen Bachelorabschluss erwarb. Nach seinem Studium arbeitete Lee Brown als Polizeibeamter in San José. Währenddessen absolvierte er ein Masterstudium in Soziologie an der San José State University, dieses schloss er 1964 erfolgreich ab. 1968 war er an der Universität als wissenschaftlicher Mitarbeiter tätig, im gleichen Jahr schloss er ein weiteres Masterstudium in Kriminologie an der University of California, Berkeley erfolgreich ab.
1970 erwarb Brown seinen Ph.D. in Kriminologie. Nach dem Abschluss seines letzten Studiums zog Lee Brown nach Portland (Oregon). Dort war er an der Portland State University als Vorsitzender des Department of Administration of Justice tätig. Ab 1972 war Brown stellvertretender Direktor des Institute of Urban Affairs and Research und Professor für öffentliche Verwaltung an der Howard University. 1974 wurde er County Sheriff im Multnomah County. Vier Jahre später ging Lee Brown als Verantwortlicher für öffentliche Sicherheit in Atlanta. 1982 wurde Brown als erster Afroamerikaner Polizeichef von Houston. Während Browns Amtszeit wurde die Mannschaftsstärke der Polizeidirektion aufgestockt und das Verhältnis zwischen Polizeibeamten und den Bürgern von Houston verbessert.
Im Dezember 1989 wurde Lee Brown von David Dinkins, dem damaligen Bürgermeister von New York City, zum Polizeipräsidenten ernannt. Einen Monat später übernahm er das Amt offiziell als Nachfolger von Richard J. Condon. Während der ersten sechs Monate von Browns Amtszeit ging die Kriminalitätsrate in New York City um 6,7 Prozent nach unten, jedoch wurden in dieser Zeit auch Polizisten des Drogenhandels und der Bestechlichkeit beschuldigt. Am 1. September 1992 reichte Lee Brown seinen Rücktritt ein, sowohl er als auch Dinkins bekräftigten, das der Rücktritt jedoch nicht durch die Anschuldigungen beeinflusst war. Brown kehrte daraufhin nach Houston zu seiner Familie zurück. Kurz darauf wurde er von US-Präsident Bill Clinton zum Leiter des Office of National Drug Control Policy berufen, weshalb er nach Washington, D.C. zog. Das Amt übte Brown bis 1996 aus.
Bei den Kommunalwahlen im Jahr 1997 bewarb Lee Brown sich um das Bürgermeisteramt in der Stadt Houston und damit um die Nachfolge von Bob Lanier. Politisch schloss er sich der Demokratischen Partei an. Brown gewann die Wahl und wurde mit seinem Amtsantritt am 2. Januar 1998 zum ersten afroamerikanischen Bürgermeister Houstons. Während seiner Amtszeit begann die Stadtverwaltung massive Investitionen in den Ausbau der Infrastruktur zu investieren, des Weiteren wurden Maßnahmen zur Erneuerung des Altstadtbereichs getroffen. 1999 wurde Brown in seinem Amt bestätigt. 2001 unterzeichnete er im Hinblick auf die anstehende Bürgermeisterwahl einen Erlass zur Erneuerung des Straßennetzes von Houston, was Browns Gegenkandidat Orlando Sanchez zu seinem Wahlprogramm gemacht hatte. Bei der kurz darauf folgenden Wahl wurde Brown unter anderem von Bill Clinton unterstützt. Er wurde schließlich mit 51,7 Prozent der Stimmen für eine dritte Amtszeit wiedergewählt.
2003 trat Brown nicht mehr zur Wahl an, er wurde von Bill White abgelöst. Seit 2005 ist er Vorsitzender und CEO der Brown Group International. Zudem ist er einer der Mitbegründer der National Organization of Black Law Enforcement Executives. Zeitweise war Lee Brown als Professor an der Texas Southern University. Seit 1959 war Lee Brown mit Yvonne Brown verheiratet, mit der er vier Kinder hat. 1992 starb seine Frau an den Folgen einer Krebserkrankung. 1996 heiratete Brown die Lehrerin Frances Young.